# 492 a.C.
Il 492 a.C. (CDXCII a.C. in numeri romani) è un anno  del V secolo a.C.

## Eventi
- Mardonio, generale di Dario I di Persia, tenta una spedizione punitiva contro Atene ed Eretria, ma fallisce a causa di una terribile tempesta presso Monte Athos, nella penisola calcidica, che distrugge la sua flotta. Inizia la Prima guerra persiana
- Roma: 
  - consoli Tito Geganio Macerino e Publio Minucio Augurino.

## Morti
- Clistene, politico ateniese (n. 565 a.C.)